# AMC航空
AMC航空是一家包機航空公司，總部在開羅。提供由歐洲至埃及旅遊目的地的包機航班，也有國內和國際包機服務、VIP航班、軍事運輸和濕租。樞紐機場為開羅國際機場，重點城市包括古爾代蓋國際機場、沙姆沙伊赫國際機場、博格薩爾瓦多阿拉伯機場、盧克索國際機場。

## 名稱
AMC全稱為「航空器維護公司」（Aircraft Maintenance Company）。

## 歷史
该航空公司成立於1992年，并于同年開始投入服務，在埃及政府批准在開羅開設飛機維修後，航空公司马上成立。現時AMC航空共有員工498人。

## 目的地
AMC航空提供由阿斯旺、洪加達、沙姆沙伊赫、樂蜀飞往歐洲的包機航線。
该航空公司也有提供定期（包機）航班：
- 亞歷山大（博格薩爾瓦多阿拉伯機場）- 吉達（阿卜杜勒-阿齊茲國王國際機場） - 每星期兩班
- 亞歷山大（博格薩爾瓦多阿拉伯機場） - 麥地那（穆罕默德·本·阿卜杜勒-阿齊茲親王國際機場） - 每星期兩班
- 亞歷山大（博格薩爾瓦多阿拉伯機場）- 迪拜（迪拜國際機場） - 每星期一班

## 機隊

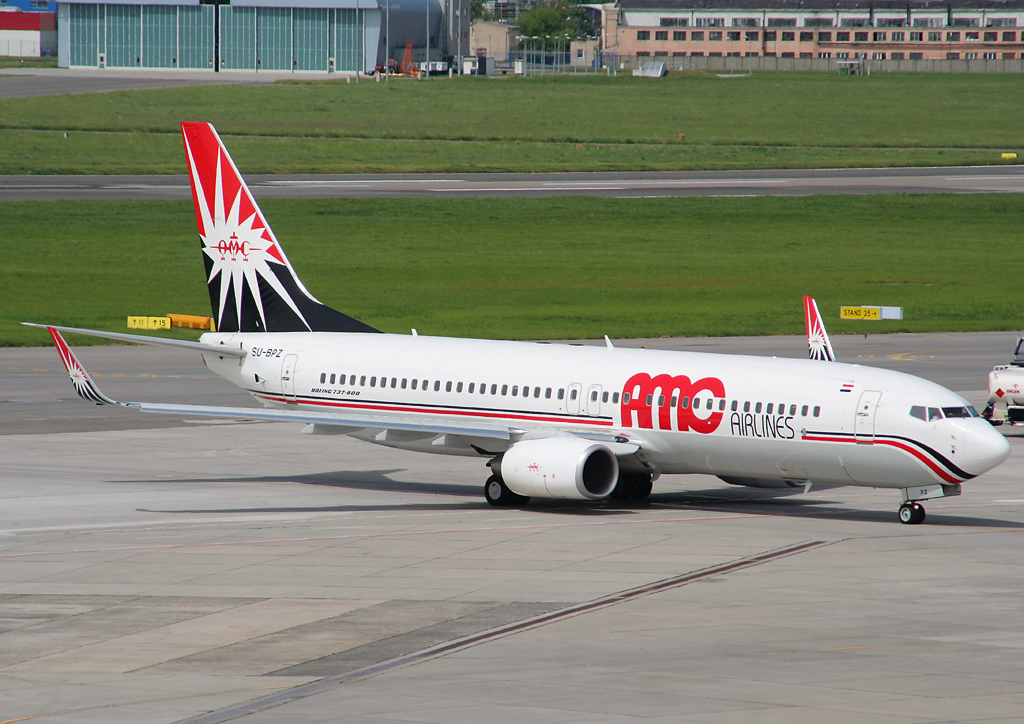
AMC航空的波音737-800

AMC航空有以下機隊（2012年12月）：
- 4 架 波音737-800
- 1 架 麥道MD-83

曾經向長榮航空租借了一架MD-90

## 外部連結
- AMC航空（页面存档备份，存于）